# カリーヌ・サリナス
カリーヌ・サリナス（Karine Salinas、1973年3月5日 - ）は、フランスの元女子バレーボール選手。現役時代のポジションはセッター。元フランス代表。

## 来歴
- クラブチーム

モン＝サンテニャン出身。1990年、RCカンヌへ入団。9年間在籍し、フランス国内リーグでは優勝4回、準優勝2回、フランスカップで優勝4回のタイトルを獲得した。また、欧州チャンピオンズリーグでは1996/97、1998/99シーズンで3位となった。1999年、イタリアセリエA1のModena Volleyへ移籍し、1999/00シーズンのイタリアセリエA1リーグで優勝を果たした。2000/01シーズンはVolley Spezzanoでプレーした。2001年、RCカンヌに戻り、2001/02、2002/03シーズンのフランス国内リーグと欧州チャンピオンズリーグでは優勝を果たし、欧州チャンピオンズリーグではベストセッター賞を受賞した。その後も中心選手として活躍し、2005/06シーズンまでの間でフランス国内リーグでの連覇に貢献した。ブランクを経て2008/09シーズンにRCカンヌへ復帰すると、フランス国内リーグとフランスカップでの優勝に貢献した。2010/11シーズンのLe Cannet VBでのプレーをもって現役を引退した。
- 代表チーム

アンダーカテゴリーの代表として、1992年のU-20欧州選手権に出場し4位なる。自身は大会のベストセッター賞を受賞した。1993年にシニア代表に初選出された。1997年の地中海競技大会では銅メダルを獲得した。2001年、2007年の欧州選手権に出場した。

## 球歴
- 欧州選手権 - 2001年、2007年

## 受賞歴
- 1992年　U-20欧州選手権　ベストセッター賞
- 2002年　2001/02欧州チャンピオンズリーグ　ベストセッター賞
- 2003年　2002/03欧州チャンピオンズリーグ　ベストセッター賞

## 所属クラブ
- RCカンヌ（1990-1999年）
- Modena Volley（1999-2000年）
- Volley Spezzano（2000-2001年）
- RCカンヌ（2001-2006年、2008-2010年）
- Le Cannet VB（2010-2011年）